# Witali Borissowitsch Woloschinow

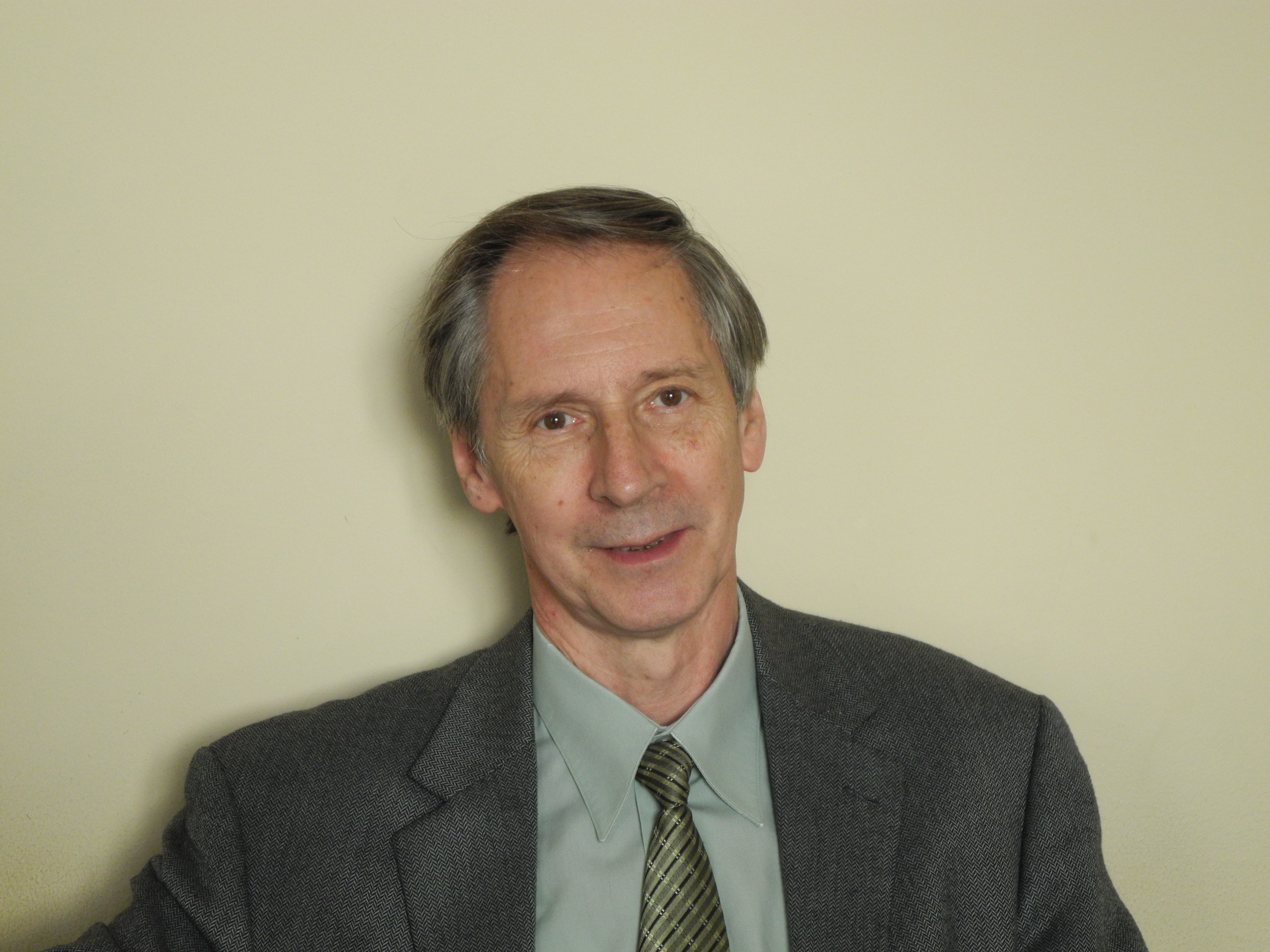
Witali Borissowitsch Woloschinow (2017)

Witali Borissowitsch Woloschinow (russisch Вита́лий Бори́сович Воло́шинов; * 20. März 1947 in Berlin; † 28. September 2019 in Moskau) war ein russischer Physiker, Wissenschaftler im Bereich Akustooptik und geehrter Professor der Moskauer Universität.

## Biografie
Witali B. Woloschinow absolvierte im Jahr 1965 die Schule Nr. 1 (Schule mit Schwerpunkt Englisch) in Sokolniki und die Prokofjew-Musikschule Nummer 1.
1971 absolvierte er die Fakultät für Physik der Lomonossow-Universität Moskau mit einer Auszeichnung und einer Khokhlov-Prämie für die beste Diploma-Arbeit.
1971–1973 arbeitete er als Ingenieur und leitender Forschungsingenieur am Forschungsinstitut für Raumfahrttechnikgeräte.
1977 promovierte er nach Abschluss der Graduiertenschule und verteidigte seine Dissertation über die „Kontrolle von Lichtstrahlen mittels Bragg-Beugung in einem optisch anisotropen Medium“. Facharbeit Nr. 01.04.03 PhD Radiophysik und Quantenelektronik.
Ab 1992 war er Professor an der Fakultät für Physik der MSU und bereitete insgesamt 15 seiner Studenten auf die Promotion vor.
Er war Teilnehmer am Projekt „Corps of Experts in Natural Sciences“; seine Arbeiten wurden ab 1976 insgesamt 1683 Mal zitiert.
Woloschinow starb plötzlich am 28. September 2019 in Moskau. Er wurde auf dem Mitinskoye-Friedhof in Moskau beigesetzt.

## Wissenschaftliche Forschung
Woloschinow war wissenschaftlicher Leiter nationaler und internationaler Forschungsprojekte und Stipendien (CRDF, RFBR usw.).
1989 erstellte er einen abstimmbaren akustooptischen Filter mit großer Apertur (bis zu 52° optische Apertur) für die Bildverarbeitung im sichtbaren, nahen und mittleren IR-Bereich.
In den frühen neunziger Jahren schlug Woloschinow als Erster einen quasi-kollinearen akustooptischen Filter auf Basis eines Paratelluritkristalls vor, der die Möglichkeiten und den Anwendungsbereich akustooptischer Geräte erheblich erweiterte.
In den frühen 2000er Jahren registrierte Woloschinow zusammen mit N. V. Polikarpova experimentell die Reflexion von Schallwellen an der Grenzfläche zwischen zwei Medien mithilfe der akustooptischen Methode. Seit dieser Zeit begann unter seiner Führung eine systematische Untersuchung dieses ungewöhnlichen Phänomens.

## Unterrichtsaktivitäten
Woloschinow hielt Vorlesungen für Doktoranden und Postgraduierte der MSU zu folgenden Bildungskursen:
- Optische Kommunikation;
- Physikalische Grundlagen der Elektrooptik und Akustooptik;[6]
- Akustooptische Wechselwirkung in anisotropen Medien
- Moderne Probleme der Akustooptik;[7]
- Workshop zur Physik der Schwingungen.

## Veröffentlichungen
Woloschinow veröffentlichte 335 Artikel in führenden in- und ausländischen Zeitschriften, darunter Applied Optics, Optical Engineering, Journal Of Optics A: Pure And Applied Optics, Optics & Laser Technology, Optics Letters, Acta Physica Polonica A, Quantum Electronics und Physics of Wave Phenomena.

## Ehrungen
- 1973: Preisname nach Alexander Stepanowitsch Popow
- 1995: Medaille zum Gedenken an den 850. Jahrestag Moskaus
- 1997: Honorarprofessor der „International Science Foundation“
- 2007: Ehrenlehrer der Lomonossow-Universität Moskau[13][14]